# Líneas Old Colony
Las Líneas Old Colony (en inglés: Old Colony Lines) son dos ramales del Tren de Cercanías de Boston. La línea opera entre las estaciones Estación del Sur y en Plymouth, iniciando desde Boston, Massachusetts a Plymouth, Massachusetts.